# 库列雷多
库列雷多，是西班牙加利西亚自治区拉科鲁尼亚省的一个市镇。总面积62km², 总人口22348人（2001年），人口密度360人/km²。